# غريغ ديفيز
غريغ ديفيز (بالإنجليزية: Greg Davies)‏ (و. 1968  م) هو ممثل، وكوميدي ارتجالي، ومقدم تلفزيوني، وأستاذ مدرسة من المملكة المتحدة، وويلز.

## التعليم
تعلم في مدرسة توماس آدامز ‏، وجامعة برونيل.

## وصلات خارجية
- غريغ ديفيز على موقع IMDb (الإنجليزية)
- غريغ ديفيز على موقع روتن توميتوز (الإنجليزية)
- غريغ ديفيز على موقع ألو سيني (الفرنسية)
- غريغ ديفيز على موقع ميوزك برينز (الإنجليزية)
- غريغ ديفيز على موقع قاعدة بيانات الفيلم (الإنجليزية)

- غريغ ديفيز في قاعدة بيانات الأفلام على الإنترنت